# Жембоцин
Жембоцин (пол. Żębocin) — село в Польщі, у гміні Прошовиці Прошовицького повіту Малопольського воєводства.
Населення — 406 осіб (2011).
У 1975-1998 роках село належало до Краківського воєводства.

## Демографія
Демографічна структура станом на 31 березня 2011 року:
|          | Загалом | Допрацездатний вік | Працездатний вік | Постпрацездатний вік |
| -------- | ------- | ------------------ | ---------------- | -------------------- |
| Чоловіки | 212     | 44                 | 148              | 20                   |
| Жінки    | 194     | 40                 | 112              | 42                   |
| Разом    | 406     | 84                 | 260              | 62                   |